# Lasioglossum clypeinitens
Lasioglossum clypeinitens är en biart som beskrevs av Ebmer 2002. Lasioglossum clypeinitens ingår i släktet smalbin, och familjen vägbin. Inga underarter finns listade i Catalogue of Life.